# Uładzisłau Pramau
Uładzisłau Dzmitrijewicz Pramau (biał. Уладзіслаў Дзмітрыевіч Прамаў, ur. 3 sierpnia 1984 w Homlu) – białoruski lekkoatleta specjalizujący się w biegach długodystansowych i maratonie. Uczestnik Letnich Igrzysk Olimpijskich 2016 oraz Mistrzostw Świata w Lekkoatletyce 2019 w Dosze. Mistrz kraju z 2017 roku w biegu na 10 000 metrów z czasem 29:13,14 (do niego należał również poprzedni rekord krajowy ustanowiony rok wcześniej – 29:39,09).